# Moldova a 2006. évi téli olimpiai játékokon
Moldova az olaszországi Torinóban megrendezett 2006. évi téli olimpiai játékok egyik részt vevő nemzete volt. Az országot az olimpián 3 sportágban 6 sportoló képviselte, akik érmet nem szereztek.

## Biatlon
Férfi
| Versenyző          | Versenyszám  | Lövőhiba | Időeredmény | Helyezés |
| ------------------ | ------------ | -------- | ----------- | -------- |
| Mihail Gribușencov | 10 km sprint | 2 (1+1)  | 32:17,6     | 81.      |

Női
| Versenyző            | Versenyszám         | Lövőhiba    | Időeredmény | Helyezés |
| -------------------- | ------------------- | ----------- | ----------- | -------- |
| Valentina Ciurina    | 7,5 km sprint       | 4 (2+2)     | 30:04,2     | 81.      |
| Elena Gorohova       | 7,5 km sprint       | 2 (0+2)     | 26:23,9     | 68.      |
| Natalia Levtchenkova | 7,5 km sprint       | 1 (0+1)     | 24:34,2     | 41.      |
| Natalia Levtchenkova | 10 km üldözőverseny | 1 (0+0+0+1) | 41:36,1     | 23.      |
| Natalia Levtchenkova | 12,5 km tömegrajtos | 2 (1+1+0+0) | 44:21,8     | 21.      |
| Natalia Levtchenkova | 15 km egyéni        | 2 (0+2+0+0) | 52:11,7     | 8.       |

## Sífutás
Férfi
| Versenyző | Versenyszám | Selejtező | Selejtező | Negyeddöntő | Negyeddöntő | Elődöntő | Elődöntő | B döntő | B döntő | Döntő   | Döntő    |
| Versenyző | Versenyszám | Idő       | Hely.     | Idő         | Hely.       | Idő      | Hely.    | Idő     | Hely.   | Idő     | Helyezés |
| --------- | ----------- | --------- | --------- | ----------- | ----------- | -------- | -------- | ------- | ------- | ------- | -------- |
| Ilie Bria | Sprint      | 2:42,30   | 77.       | kiesett     | kiesett     | kiesett  | kiesett  | kiesett | kiesett | kiesett | 77.      |

Női
| Versenyző      | Versenyszám | Selejtező | Selejtező | Negyeddöntő | Negyeddöntő | Elődöntő | Elődöntő | B döntő | B döntő | Döntő   | Döntő    |
| Versenyző      | Versenyszám | Idő       | Hely.     | Idő         | Hely.       | Idő      | Hely.    | Idő     | Hely.   | Idő     | Helyezés |
| -------------- | ----------- | --------- | --------- | ----------- | ----------- | -------- | -------- | ------- | ------- | ------- | -------- |
| Elena Gorohova | Sprint      | 2:31,61   | 62.       | kiesett     | kiesett     | kiesett  | kiesett  | kiesett | kiesett | kiesett | 62.      |

## Szánkó
| Versenyző      | Versenyszám | 1. futam | 1. futam | 2. futam | 2. futam | 3. futam | 3. futam | 4. futam | 4. futam | Összesítés | Összesítés |
| Versenyző      | Versenyszám | Idő      | Hely.    | Idő      | Hely.    | Idő      | Hely.    | Idő      | Hely.    | Idő        | Helyezés   |
| -------------- | ----------- | -------- | -------- | -------- | -------- | -------- | -------- | -------- | -------- | ---------- | ---------- |
| Bogdan Macovei | Férfi egyes | 55,681   | 35.      | 55,101   | 33.      | 54,005   | 32.      | 53,599   | 32.      | 3:38,386   | 30.        |